# Pseudomallada astur
Pseudomallada astur is een insect uit de familie van de gaasvliegen (Chrysopidae), die tot de orde netvleugeligen (Neuroptera) behoort. 
Pseudomallada astur is voor het eerst wetenschappelijk beschreven door Banks in 1937.